# Chaerocina dohertyi
Chaerocina dohertyi là một loài bướm đêm thuộc họ Sphingidae. Nó được tìm thấy ở highland forests ở Kenya và Uganda.
Chiều dài cánh trước là 45–49 mm. 

## Phụ loài
- Chaerocina dohertyi dohertyi
- Chaerocina dohertyi strangulata Darge, 2006 (Democratic Republic of Congo)